# 텔레비전 등급 제도
텔레비전 등급 제도는 텔레비전에서 방영되는 방송 프로그램에 적용되어, 시청 가능 연령을 의무적으로 표시하는 등급 제도이다. 콘텐츠를 평가하고 미성년자를 위한 텔레비전 프로그램의 적합성을 보고하는 시스템이다. 많은 국가에는 자체 TV 등급 시스템이 있으며 국가의 등급 프로세스는 지역 우선순위에 따라 다르다. 프로그램은 시스템을 관리 및 운영하는 조직, 방송사 또는 콘텐츠 제작자에 의해 평가된다.
등급은 일반적으로 TV 시리즈의 각 개별 에피소드에 대해 설정된다. 등급은 에피소드, 방송사, 재방송, 국가별로 달라질 수 있다. 따라서 프로그램 등급은 언제, 어디서 사용되는지 언급하지 않는 한 일반적으로 의미가 없다.

## 비교표
현재 텔레비전 콘텐츠 등급 시스템을 비교하여 가로축에 연령을 표시한다. 그러나 분류 지정에 사용된 특정 기준은 국가마다 크게 다를 수 있다. 따라서 색상 코드 또는 연령대를 한 국가에서 다른 국가로 직접 비교할 수 없다.
키:
- 흰색  – 모든 연령대가 시청할 수 있다 / 연령대에 맞게 설계된 청중을 목표로한다 / 분류 면제 / 등급 없음.
- 노란색  – 모든 연령대가 시청할 수 있지만 해당 연령대에는 부모의 감독이 권장된다. (예: 호주의 PG등급은 15세 미만에게 보호자 감독이 권장된다.)
- 보라색  – 해당 연령 미만도 자유롭게 볼 수는 있으나 권장하지는 않는다.
- 빨간색  – 해당 연령 미만은 보호자 동반 없이 시청 불가.
- 검은색  – 해당 연령 미만은 예외 없이 시청 불가 / 미성년자 시청 불가 / 제한 시청가.

| 국가/시스템            | 0/1           | 2             | 3             | 4             | 5             | 6             | 7            | 8            | 9            | 10           | 11           | 12           | 13           | 14           | 15           | 16           | 17           | 18      | 19      | 20      | 21      | 다른 | 노트 |
| ---------------------- | ------------- | ------------- | ------------- | ------------- | ------------- | ------------- | ------------ | ------------ | ------------ | ------------ | ------------ | ------------ | ------------ | ------------ | ------------ | ------------ | ------------ | ------- | ------- | ------- | ------- | ---- | --- |
| 아르헨티나             | ATP           | ATP           | ATP           | ATP           | ATP           | ATP           | ATP          | ATP          | ATP          | ATP          | ATP          | ATP          | 13+          | 13+          | 13+          | 16+          | 16+          | 18+     | 18+     | 18+     | 18+     | N/A  | 13+, 16+ 및 18+ 등급은 오후 10 시부 터 오전 7 시까지만 방송 될 수 있다. |
| 호주                   | P             | P             | P             | P             | C             | C             | C            | C            | C            | C            | C            | C            | C            | N/A          | M            | M            | M            | M       | M       | M       | M       | E    | P 등급은 미취학 아동을 대상으로 한다. C 등급은 14 세 미만의 미취학 아동을 대상으로 한다. ABC Kids 에서는 G 분류 프로그램 만 방송 할 수 있다. M 등급은 오후 12:00부터 3:00 PM (ABC Me 제외) 및 오후 7:30 (ABC Me의 경우 오후 8:30)까지 방송 할 수 있다. 오전 5시. MA15+ 등급은 오후 8 시 30 분부터 오전 5 시까지만 방송할 수 있다. R18+ 및 X18+ 등급은 유료이다. 프로그램이 R18+ 또는 X18+ 로 분류 된 경우 브로드 캐스트 전에 알림 및 비밀번호 프롬프트를 표시해야한다. E 등급은 분류에서 제외된다. |
| 호주                   | G             | G             | G             | G             | G             | G             | G            | G            | G            | G            | G            | G            | G            | G            | MA15+        | MA15+        | MA15+        | R18+    | R18+    | R18+    | R18+    | E    | P 등급은 미취학 아동을 대상으로 한다. C 등급은 14 세 미만의 미취학 아동을 대상으로 한다. ABC Kids 에서는 G 분류 프로그램 만 방송 할 수 있다. M 등급은 오후 12:00부터 3:00 PM (ABC Me 제외) 및 오후 7:30 (ABC Me의 경우 오후 8:30)까지 방송 할 수 있다. 오전 5시. MA15+ 등급은 오후 8 시 30 분부터 오전 5 시까지만 방송할 수 있다. R18+ 및 X18+ 등급은 유료이다. 프로그램이 R18+ 또는 X18+ 로 분류 된 경우 브로드 캐스트 전에 알림 및 비밀번호 프롬프트를 표시해야한다. E 등급은 분류에서 제외된다. |
| 호주                   | PG            | PG            | PG            | PG            | PG            | PG            | PG           | PG           | PG           | PG           | PG           | PG           | PG           | PG           | MA15+        | MA15+        | MA15+        | X18+    | X18+    | X18+    | X18+    | E    | P 등급은 미취학 아동을 대상으로 한다. C 등급은 14 세 미만의 미취학 아동을 대상으로 한다. ABC Kids 에서는 G 분류 프로그램 만 방송 할 수 있다. M 등급은 오후 12:00부터 3:00 PM (ABC Me 제외) 및 오후 7:30 (ABC Me의 경우 오후 8:30)까지 방송 할 수 있다. 오전 5시. MA15+ 등급은 오후 8 시 30 분부터 오전 5 시까지만 방송할 수 있다. R18+ 및 X18+ 등급은 유료이다. 프로그램이 R18+ 또는 X18+ 로 분류 된 경우 브로드 캐스트 전에 알림 및 비밀번호 프롬프트를 표시해야한다. E 등급은 분류에서 제외된다. |
| 브라질                 | L             | L             | L             | L             | L             | L             | L            | L            | L            | 10           | 10           | 12           | 12           | 14           | 14           | 16           | 16           | 18      | 18      | 18      | 18      | N/A  | 12 등급은 오후 8 시부 터 오전 5 시까지만 방송 할 수 있다. 14 등급은 오후 9 시부 터 오전 5 시까지만 방송 할 수 있다. 16 등급은 오후 10 시부 터 오전 5 시까지만 방송 할 수 있다. 18 등급은 오후 11 시부 터 오전 5 시까지만 방송 할 수 있다. 프로그램이 18 로 분류 된 경우 브로드 캐스트 전에 알림 및 비밀번호 프롬프트를 표시해야한다. |
| 캐나다 · (퀘벡 외부)   | C             | C             | C             | C             | C             | C             | C            | C8           | C8           | C8           | C8           | C8           | C8           | 14           | 14           | 14           | 14           | 18      | 18      | 18      | 18      | E    | C 등급은 8 세 미만의 어린이를 대상으로한다. C8 등급은 8 세 이상의 어린이에게 적합하다. 14 등급은 오후 6:00 와 오전 5:30 사이에만 방송 할 수 있다. 18 등급은 오후 9 시부 터 오전 5시 30 분까지만 방송 할 수 있다. 16+ 등급은 오후 10 시부 터 오전 5 시 30 분까지만 방송 할 수 있다. 18+ 등급은 오후 11시에서 오전 5시 30 분 사이에만 방송 할 수 있다. E 등급은 분류에서 제외된다. |
| 캐나다 · (퀘벡 외부)   | G             |               |               |               |               |               |              |              |              |              |              |              |              | 14           | 14           | 14           | 14           | 18      | 18      | 18      | 18      | E    | C 등급은 8 세 미만의 어린이를 대상으로한다. C8 등급은 8 세 이상의 어린이에게 적합하다. 14 등급은 오후 6:00 와 오전 5:30 사이에만 방송 할 수 있다. 18 등급은 오후 9 시부 터 오전 5시 30 분까지만 방송 할 수 있다. 16+ 등급은 오후 10 시부 터 오전 5 시 30 분까지만 방송 할 수 있다. 18+ 등급은 오후 11시에서 오전 5시 30 분 사이에만 방송 할 수 있다. E 등급은 분류에서 제외된다. |
| 캐나다 · (퀘벡 외부)   | PG            |               |               |               |               |               |              |              |              |              |              |              |              | 14           | 14           | 14           | 14           | 18      | 18      | 18      | 18      | E    | C 등급은 8 세 미만의 어린이를 대상으로한다. C8 등급은 8 세 이상의 어린이에게 적합하다. 14 등급은 오후 6:00 와 오전 5:30 사이에만 방송 할 수 있다. 18 등급은 오후 9 시부 터 오전 5시 30 분까지만 방송 할 수 있다. 16+ 등급은 오후 10 시부 터 오전 5 시 30 분까지만 방송 할 수 있다. 18+ 등급은 오후 11시에서 오전 5시 30 분 사이에만 방송 할 수 있다. E 등급은 분류에서 제외된다. |
| 캐나다 · (퀘벡 내부)   | G             | G             | G             | G             | G             | G             | G            | 8+           | 8+           | 8+           | 8+           | 8+           | 13+          | 13+          | 13+          | 16+          | 16+          | 18+     | 18+     | 18+     | 18+     | E    | C 등급은 8 세 미만의 어린이를 대상으로한다. C8 등급은 8 세 이상의 어린이에게 적합하다. 14 등급은 오후 6:00 와 오전 5:30 사이에만 방송 할 수 있다. 18 등급은 오후 9 시부 터 오전 5시 30 분까지만 방송 할 수 있다. 16+ 등급은 오후 10 시부 터 오전 5 시 30 분까지만 방송 할 수 있다. 18+ 등급은 오후 11시에서 오전 5시 30 분 사이에만 방송 할 수 있다. E 등급은 분류에서 제외된다. |
| 칠레                   | I             | I             | I             | I             | I             | I             | I+7          | I+7          | I+7          | I+10         | I+10         | I+12         | I+12         | I+12         | I+12         | I+12         | I+12         | A       | A       | A       | A       | N/A  | A 등급은 오후 10시에서 오전 7시 사이에만 방송 할 수 있다. 프로그램이 A 로 분류 된 경우 브로드 캐스트 전에 알림 및 비밀번호 프롬프트를 표시해야한다. |
| 칠레                   | F             |               |               |               |               |               |              |              |              |              |              |              |              |              |              |              |              | A       | A       | A       | A       | N/A  | A 등급은 오후 10시에서 오전 7시 사이에만 방송 할 수 있다. 프로그램이 A 로 분류 된 경우 브로드 캐스트 전에 알림 및 비밀번호 프롬프트를 표시해야한다. |
| 칠레                   | R             |               |               |               |               |               |              |              |              |              |              |              |              |              |              |              |              | A       | A       | A       | A       | N/A  | A 등급은 오후 10시에서 오전 7시 사이에만 방송 할 수 있다. 프로그램이 A 로 분류 된 경우 브로드 캐스트 전에 알림 및 비밀번호 프롬프트를 표시해야한다. |
| 콜롬비아               | PTA           | PTA           | PTA           | PTA           | PTA           | PTA           | PTA          | PTA          | PTA          | PTA          | PTA          | Adultos      | Adultos      | Adultos      | Adultos      | Adultos      | Adultos      | Adultos | Adultos | Adultos | Adultos | N/A  | PTA 등급은 모든 사용자에게 적합하다. Adultos 등급은 오후 10:30에서 오전 7:00 사이에만 방송 할 수 있다. 성인 프린지가 시작되었다는 메시지가 방송되어야한다. 오후 9시에 네트워크는 12 세 미만의 어린이가 어린이 용이 아닌 콘텐츠에 노출되어서는 안된다는 메시지를 방송해야한다. |
| 크로아티아             | 평가          | 평가          | 평가          | 평가          | 평가          | 평가          | 평가         | 평가         | 평가         | 평가         | 평가         | 12           | 12           | 12           | 15           | 15           | 15           | 18      | 18      | 18      | 18      | N/A  | 15 등급은 저녁에만 방송 할 수 있다. 18 등급은 늦은 밤에만 방송 할 수 있다. |
| 에콰도르               | A             | A             | A             | A             | A             | A             | A            | A            | A            | A            | A            | A            | A            | A            | A            | A            | A            | C       | C       | C       | C       | N/A  | C 등급은 오후 10시에서 오전 6시 사이에 텔레비전으로 만 방송 할 수 있다. |
| 에콰도르               | B             |               |               |               |               |               |              |              |              |              |              |              |              |              |              |              |              | C       | C       | C       | C       | N/A  | C 등급은 오후 10시에서 오전 6시 사이에 텔레비전으로 만 방송 할 수 있다. |
| 엘살바도르             | A             | A             | A             | A             | A             | A             | A            | A            | A            | A            | A            | B            | B            | B            | C            | C            | C            | D       | D       | D       | E       | N/A  | E 등급은 오후 10 시부 터 오전 5시 또는 오전 6 시까지만 방송 할 수 있다. |
| 핀란드                 | S             | S             | S             | S             | S             | S             | K-7          | K-7          | K-7          | K-7          | K-7          | K-12         | K-12         | K-12         | K-12         | K-16         | K-16         | K-18    | K-18    | K-18    | K-18    | N/A  | K-12 등급은 오후 5 시부 터 오전 7 시까지만 방송 할 수 있다. K-16 등급은 오후 9 시부 터 오전 7 시까지만 방송 할 수 있다. 프로그램이 K-16으로 분류 된 경우 브로드 캐스트 전에 알림 및 암호 프롬프트를 표시해야한다. K-18 등급은 오후 11 시부 터 오전 7 시까지만 방송 할 수 있다. 프로그램이 K-18 로 분류 된 경우 브로드 캐스트 전에 알림 및 암호 프롬프트를 표시해야한다. |
| 프랑스                 | Pas de notes  | Pas de notes  | Pas de notes  | Pas de notes  | Pas de notes  | Pas de notes  | Pas de notes | Pas de notes | Pas de notes | 10+          | 10+          | 12+          | 12+          | 12+          | 12+          | 16+          | 16+          | 18+     | 18+     | 18+     | 18+     | N/A  | 12+ 등급은 오후 10 시부 터 오전 5 시까지만 방송 할 수 있다. 16+ 등급은 오후 10시 30 분부터 오전 5 시까지만 방송 할 수 있다. 18+ 등급은 오전 12 시부 터 오전 5 시까지만 방송 될 수 있다. 프로그램이 18+ 로 분류 된 경우 브로드 캐스트 전에 알림 및 비밀번호 프롬프트를 표시해야한다. |
| 독일                   | 평가          | 평가          | 평가          | 평가          | 평가          | 평가          | 평가         | 평가         | 평가         | 평가         | 평가         | 평가         | 평가         | 평가         | 평가         | 16           | 16           | 18      | 18      | 18      | 18      | N/A  | 16 등급은 오후 10시에서 오전 6시 사이에 텔레비전으로 만 방송 할 수 있다. 18 등급은 오후 11시에서 오전 6시 사이에 텔레비전으로 만 방송 할 수 있다. |
| 그리스                 | K             | K             | K             | K             | K             | K             | K            | 8            | 8            | 8            | 8            | 12           | 12           | 12           | 12           | 16           | 16           | 18      | 18      | 18      | 18      | N/A  | K 등급은 모든 연령대에 적합하다. 12 등급은 금요일, 토요일 및 학교 방학 동안 오후 9시 30 분부터 오전 6 시까 지 또는 오후 10 시부 터 6 시까지만 방송 할 수 있다. 16 등급은 오후 11 시부 터 오전 6 시까지만 방송 할 수 있다. 18 등급은 오전 1 시부 터 오전 6 시까지만 방송 할 수 있다. |
| 홍콩                   | 평가          | 평가          | 평가          | 평가          | 평가          | 평가          | 평가         | 평가         | 평가         | 평가         | 평가         | 평가         | 평가         | 평가         | 평가         | 평가         | 평가         | M       | M       | M       | M       | N/A  | PG 등급은 매일 오후 4시에서 오후 8시 30 분 사이에 TV에서 방송 할 수 없다. M 등급은 오후 11시 분에서 오전 6시 사이에만 텔레비전으로 만 방송 할 수 있다. |
| 홍콩                   | PG            |               |               |               |               |               |              |              |              |              |              |              |              |              |              |              |              | M       | M       | M       | M       | N/A  | PG 등급은 매일 오후 4시에서 오후 8시 30 분 사이에 TV에서 방송 할 수 없다. M 등급은 오후 11시 분에서 오전 6시 사이에만 텔레비전으로 만 방송 할 수 있다. |
| 헝가리                 | GY            | GY            | GY            | GY            | GY            | 6             | 6            | 6            | 6            | 6            | 6            | 12           | 12           | 12           | 12           | 16           | 16           | 18      | 18      | 18      | 18      | N/A  | GY 등급은 "Gyerekbarát program (아동 친화적 프로그램)" 을 의미한다. 선택 과목. 16 등급은 오후 9시에서 오전 6시 사이에만 방송 할 수 있다. 18 등급은 오후 10시에서 오전 5시 사이에만 방송 할 수 있다. |
| 헝가리                 | 평가          |               |               |               |               | 6             | 6            | 6            | 6            | 6            | 6            | 12           | 12           | 12           | 12           | 16           | 16           | 18      | 18      | 18      | 18      | N/A  | GY 등급은 "Gyerekbarát program (아동 친화적 프로그램)" 을 의미한다. 선택 과목. 16 등급은 오후 9시에서 오전 6시 사이에만 방송 할 수 있다. 18 등급은 오후 10시에서 오전 5시 사이에만 방송 할 수 있다. |
| 인도                   | U             | U             | U             | U             | U             | U             | UA 7/13/16   | UA 7/13/16   | UA 7/13/16   | UA 7/13/16   | UA 7/13/16   | UA 7/13/16   | UA 7/13/16   | UA 7/13/16   | UA 7/13/16   | UA 7/13/16   | UA 7/13/16   | A       | A       | A       | A       | S    | S 등급은 특정 직업 또는 특정 계층의 인원으로 제한된다. |
| 인도네시아             | P             | P             | P             | P             | P             | P             | A            | A            | A            | A            | A            | A            | R            | R            | R            | R            | R            | D       | D       | D       | D       | N/A  | P 등급은 7 세 미만의 어린이를 대상으로한다. A 등급은 7-12 세 어린이에게 적합하다. R 등급은 13-17 세 어린이에게 적합하다. D 등급은 오후 10시에서 오전 3시 사이에만 텔레비전으로 방송 할 수 있다. 프로그램이 D 로 분류 된 경우 브로드 캐스트 전에 알림 및 비밀번호 프롬프트가 표시되어야한다. |
| 인도네시아             | P             | P             | P             | P             | P             | P             | A–BO         | A–BO         | A–BO         | A–BO         | A–BO         | A–BO         | A–BO         | A–BO         | A–BO         | A–BO         | A–BO         | D       | D       | D       | D       | N/A  | P 등급은 7 세 미만의 어린이를 대상으로한다. A 등급은 7-12 세 어린이에게 적합하다. R 등급은 13-17 세 어린이에게 적합하다. D 등급은 오후 10시에서 오전 3시 사이에만 텔레비전으로 방송 할 수 있다. 프로그램이 D 로 분류 된 경우 브로드 캐스트 전에 알림 및 비밀번호 프롬프트가 표시되어야한다. |
| 인도네시아             | SU            | SU            | SU            | SU            | SU            | SU            | P–BO         | P–BO         | P–BO         | P–BO         | P–BO         | P–BO         | R–BO         | R–BO         | R–BO         | R–BO         | R–BO         | R–BO    | R–BO    | R–BO    | R–BO    | N/A  | P 등급은 7 세 미만의 어린이를 대상으로한다. A 등급은 7-12 세 어린이에게 적합하다. R 등급은 13-17 세 어린이에게 적합하다. D 등급은 오후 10시에서 오전 3시 사이에만 텔레비전으로 방송 할 수 있다. 프로그램이 D 로 분류 된 경우 브로드 캐스트 전에 알림 및 비밀번호 프롬프트가 표시되어야한다. |
| 이스라엘               | 평가          | 평가          | 평가          | 평가          | 평가          | 평가          | 평가         | 평가         | 평가         | 평가         | 평가         | 12+          | 12+          | 12+          | 15+          | 15+          | 15+          | 18+     | 18+     | 18+     | 18+     | E    | E 등급은 분류에서 제외된다. |
| 이스라엘               | AP            |               |               |               |               |               |              |              |              |              |              | 12+          | 12+          | 12+          | 15+          | 15+          | 15+          | 18+     | 18+     | 18+     | 18+     | E    | E 등급은 분류에서 제외된다. |
| 이탈리아               | T             | T             | T             | T             | T             | T             | T            | T            | T            | T            | T            | 12           | 12           | 14           | 14           | 14           | 14           | 18      | 18      | 18      | 18      | N/A  | |
| 이탈리아               | BA            |               |               |               |               |               |              |              |              |              |              | 12           | 12           | 14           | 14           | 14           | 14           | 18      | 18      | 18      | 18      | N/A  | |
| 리투아니아             | 평가          | 평가          | 평가          | 평가          | 평가          | 평가          | N-7          | N-7          | N-7          | N-7          | N-7          | N-7          | N-7          | N-14         | N-14         | N-14         | N-14         | S       | S       | S       | S       | N/A  | N-14 등급은 오후 9 시부 터 오전 6 시까 지 방송 될 수 있다. S 등급은 오후 11 시부 터 오전 6 시까 지 방송 될 수 있다. |
| 말레이시아             | U             | U             | U             | U             | U             | U             | U            | U            | U            | U            | U            | U            | P13          | P13          | P13          | P13          | P13          | 18      | 18      | 18      | 18      | N/A  | 18 등급은 오후 10시에서 오전 5시 사이에만 방송 할 수 있다. |
| 멕시코                 | AA            | AA            | AA            | AA            | AA            | AA            | AA           | AA           | AA           | AA           | AA           | B            | B            | B            | B-15         | B-15         | B-15         | C       | C       | C       | C       | N/A  | AA 등급은 어린이를 대상으로한다. B 등급은 오후 4시에서 오전 6시 사이에만 방송 할 수 있다. B-15 등급은 오후 7시에서 오전 6시 사이에만 방송 할 수 있다. C 등급은 오후 9시에서 오전 6시 사이에만 방송 할 수 있다. D 등급은 오전 12시에서 오전 5시 사이에만 방송 할 수 있다. |
| 멕시코                 | A             | A             | A             | A             | A             | A             | A            | A            | A            | A            | A            | B            | B            | B            | B-15         | B-15         | B-15         | D       | D       | D       | D       | N/A  | AA 등급은 어린이를 대상으로한다. B 등급은 오후 4시에서 오전 6시 사이에만 방송 할 수 있다. B-15 등급은 오후 7시에서 오전 6시 사이에만 방송 할 수 있다. C 등급은 오후 9시에서 오전 6시 사이에만 방송 할 수 있다. D 등급은 오전 12시에서 오전 5시 사이에만 방송 할 수 있다. |
| 모로코                 | 모든 관객     | 모든 관객     | 모든 관객     | 모든 관객     | 모든 관객     | 모든 관객     | 모든 관객    | 모든 관객    | 모든 관객    | -10          | -10          | -12          | -12          | -12          | -12          | -16          | -16          | -16     | -16     | -16     | -16     | N/A  | -10 등급은 월요일부터 금요일까지 오전 12 시부 터 오후 12 시까 지, 오후 2 시부 터 오후 5 시까 지 및 오후 7 시부 터 오후 12 시까지만 방송 할 수 있다. 토요일과 일요일 오전 12 시부 터 오후 2 시까 지. -12 등급은 월요일부터 금요일까지 오전 12 시부 터 오후 12 시까 지, 오후 2 시부 터 오후 5 시까 지 및 오후 7 시부 터 오후 12 시까지만 방송 할 수 있다. 토요일과 일요일 오전 12 시부 터 오후 2 시까 지. -16 등급은 오후 10시 30 분부터 오전 12 시까지만 방송 할 수 있다.                           |
| 네덜란드               | AL            | AL            | AL            | AL            | AL            | 6             | 6            | 6            | 9            | 9            | 9            | 12           | 12           | 14           | 14           | 16           | 16           | 18      | 18      | 18      | 18      | N/A  | 이 나라의 영화관과 극장은 16 세 미만의 사람들에게 16년 영화를 제공 할 수 없다. 12 등급은 오후 8시에서 오전 6시 사이에만 텔레비전으로 방송 할 수 있다. 16 등급은 오후 10시에서 오전 6시 사이에만 텔레비전으로 방송 할 수 있다. |
| 뉴질랜드 · (방송 무료) | G             | G             | G             | G             | G             | G             | G            | G            | G            | G            | G            | G            | G            | G            | G            | G            | G            | AO      | AO      | AO      | AO      | N/A  | PGR 등급은 오전 9 시부 터 오후 4 시까 지, 오후 7 시부 터 오전 6 시까지만 방송 할 수 있다. AO 등급은 오후 8시 30 분에서 오전 5시 사이에만 방송 될 수 있다. |
| 뉴질랜드 · (방송 무료) | PGR           |               |               |               |               |               |              |              |              |              |              |              |              |              |              |              |              | AO      | AO      | AO      | AO      | N/A  | PGR 등급은 오전 9 시부 터 오후 4 시까 지, 오후 7 시부 터 오전 6 시까지만 방송 할 수 있다. AO 등급은 오후 8시 30 분에서 오전 5시 사이에만 방송 될 수 있다. |
| 뉴질랜드 · (TV를 지불) | PGR           | PGR           | PGR           | PGR           | PGR           | PGR           | PGR          | PGR          | PGR          | PGR          | M            | M            | M            | M            | M            | M            | M            | 18      | 18      | 18      | 18      | N/A  | 18 등급은 오전 9 시부 터 오후 3 시까 지, 오후 8 시부 터 오전 6 시까지만 방송 할 수 있다. |
| 뉴질랜드 · (TV를 지불) | G             | G             | G             | G             | G             | G             | G            | G            | G            | G            | G            | G            | G            | G            | G            | 16           | 16           | 18      | 18      | 18      | 18      | N/A  | 18 등급은 오전 9 시부 터 오후 3 시까 지, 오후 8 시부 터 오전 6 시까지만 방송 할 수 있다. |
| 노르웨이               | 모든 연령대   | 모든 연령대   | 모든 연령대   | 모든 연령대   | 모든 연령대   | 6             | 6            | 6            | 9            | 9            | 9            | 12           | 12           | 12           | 15           | 15           | 15           | 18      | 18      | 18      | 18      | N/A  | 12 등급은 오후 7 시부 터 오전 5시 30 분까지만 방송 할 수 있다. 15 및 18 등급은 오후 9 시부 터 오전 5시 30 분까지만 방송 될 수 있다. |
| 페루                   | APT           | APT           | APT           | APT           | APT           | APT           | APT          | APT          | APT          | APT          | APT          | APT          | APT          | 14           | 14           | 14           | 14           | 18      | 18      | 18      | 18      | N/A  | APT 등급은 모든 사용자에게 적합하다. 18 등급은 오후 11 시부 터 오전 6 시까지만 방송 할 수 있다. 프로그램이 18 로 분류 된 경우 브로드 캐스트 전에 알림 및 암호 프롬프트가 표시되어야한다. |
| 필리핀                 | G             | G             | G             | G             | G             | G             | G            | G            | G            | G            | G            | G            | PG           | SPG          | SPG          | SPG          | SPG          | SPG     | SPG     | SPG     | SPG     | N/A  | SPG 등급은 "강한 부모의지도"를 의미한다. T는 테마(주제), L은 언어, V는 폭력, S는 선정성, H는 공포, D는 약물을 뜻한다. |
| 폴란드                 | BO            | BO            | BO            | BO            | BO            | BO            | 7            | 7            | 7            | 7            | 7            | 12           | 12           | 12           | 12           | 16           | 16           | 18      | 18      | 18      | 18      | N/A  | BO 등급은 "Bez ograniczeń wiekowych (연령 제한 없음)" 을 의미한다. 16 등급은 오후 8 시부 터 오전 6 시까지만 방송 할 수 있다. 18 등급은 키 기호를 사용한다. 오후 11 시부 터 오전 6 시까지만 방송 할 수 있다. 프로그램이 18 로 분류 된 경우 브로드 캐스트 전에 알림 및 암호 프롬프트가 표시되어야한다. |
| 포르투갈               | T             | T             | T             | T             | T             | T             | T            | T            | T            | AP 10        | AP 10        | AP 12        | AP 12        | AP 12        | 16           | 16           | 16           | 16      | 16      | 16      | 16      | N/A  | T 등급은 "Tudo (모든 연령)"를 의미한다. 16 등급은 오후 10시 30 분부터 오전 6 시까지만 방송 할 수 있다. 프로그램이 16으로 분류 된 경우 브로드 캐스트 전에 알림 및 비밀번호 프롬프트를 표시해야한다. |
| 루마니아               | 평가          | 평가          | 평가          | 평가          | 평가          | AP            | AP           | AP           | AP           | AP           | AP           | 12           | 12           | 12           | 15           | 15           | 15           | 18      | 18      | 18      | 18      | N/A  | 12 등급은 오후 8 시부 터 오전 6 시까지만 방송 할 수 있다. 15 등급은 오후 10 시부 터 오전 5 시까지만 방송 할 수 있다. 18 등급은 오후 11 시부 터 오전 5 시까지만 방송 할 수 있다. |
| 러시아                 | 0+            | 0+            | 0+            | 0+            | 0+            | 6+            | 6+           | 6+           | 6+           | 6+           | 6+           | 12+          | 12+          | 12+          | 12+          | 16+          | 16+          | 18+     | 18+     | 18+     | 18+     | N/A  | 18+ 등급은 오후 11 시부 터 오전 4 시까지만 방송 할 수 있다. |
| 싱가포르               | G             | G             | G             | G             | G             | G             | G            | G            | G            | G            | G            | G            | PG-13        | PG-13        | PG-13        | NC-16        | NC-16        | M-18    | M-18    | M-18    | R-21    | N/A  | PG-13 등급은 무료 방송을 통해 오후 10 시부 터 오전 6 시까지만 방송 할 수 있다. NC-16 등급은 유료 텔레비전이다. M-18 등급은 유료 텔레비전이다. 오후 10 시부 터 오전 6 시까지만 방송 할 수 있다. R-21 등급은 주문형 비디오이다. |
| 싱가포르               | PG            |               |               |               |               |               |              |              |              |              |              |              | PG-13        | PG-13        | PG-13        | NC-16        | NC-16        | M-18    | M-18    | M-18    | R-21    | N/A  | PG-13 등급은 무료 방송을 통해 오후 10 시부 터 오전 6 시까지만 방송 할 수 있다. NC-16 등급은 유료 텔레비전이다. M-18 등급은 유료 텔레비전이다. 오후 10 시부 터 오전 6 시까지만 방송 할 수 있다. R-21 등급은 주문형 비디오이다. |
| 남아프리카공화국       | 가족          | 가족          | 가족          | 가족          | 가족          | PG            | PG           | PG           | PG           | PG           | PG           | PG           | 13           | 13           | 13           | 16           | 16           | 18      | 18      | 18      | 18      | N/A  | 16 등급은 오후 9 시부 터 오전 4시 30 분까지만 방송 할 수 있다. 18 등급은 오후 10 시부 터 오전 4시 30 분까지만 방송 할 수 있다. |
| 대한민국               | ALL           | ALL           | ALL           | ALL           | ALL           | ALL           | 7            | 7            | 7            | 7            | 7            | 12           | 12           | 12           | 15           | 15           | 15           | 15      | 19      | 19      | 19      | 면제 | 19 등급은 오전 9 시부 터 오후 1시 (평일에만) 및 오후 10 시부 터 오전 7 시까지만 방송 할 수 있다. |
| 스페인                 | ERI           | ERI           | ERI           | ERI           | ERI           | ERI           | 7            | 7            | 7            | 7            | 7            | 12           | 12           | 12           | 12           | 16           | 16           | 18      | 18      | 18      | 18      | N/A  | 미취학 아동에게는 ERI 등급이 특별히 권장된다. 'TP' 등급은 모든 연령대에 적합하다. 18 등급은 오후 10 시부 터 오전 6 시까지만 방송 할 수 있다. |
| 스페인                 | TP            |               |               |               |               |               | 7            | 7            | 7            | 7            | 7            | 12           | 12           | 12           | 12           | 16           | 16           | 18      | 18      | 18      | 18      | N/A  | 미취학 아동에게는 ERI 등급이 특별히 권장된다. 'TP' 등급은 모든 연령대에 적합하다. 18 등급은 오후 10 시부 터 오전 6 시까지만 방송 할 수 있다. |
| 대만                   | 0+            | 0+            | 0+            | 0+            | 0+            | 6+            | 6+           | 6+           | 6+           | 6+           | 6+           | 6+           | 6+           | 6+           | 6+           | 6+           | 6+           | 18+     | 18+     | 18+     | 18+     | N/A  | 18+ 등급은 오후 10 시부 터 오전 6 시까지만 방송 할 수 있다. 프로그램이 18+ 로 분류 된 경우 브로드 캐스트 전에 알림 및 비밀번호 프롬프트를 표시해야한다. |
| 대만                   | 0+            | 0+            | 0+            | 0+            | 0+            | N/A           | N/A          | N/A          | N/A          | N/A          | N/A          | 12+          | 12+          | 12+          | 15+          | 15+          | 15+          | 18+     | 18+     | 18+     | 18+     | N/A  | 18+ 등급은 오후 10 시부 터 오전 6 시까지만 방송 할 수 있다. 프로그램이 18+ 로 분류 된 경우 브로드 캐스트 전에 알림 및 비밀번호 프롬프트를 표시해야한다. |
| 태국                   | 취학 전의     | 취학 전의     | 취학 전의     | 취학 전의     | 취학 전의     | 어린이        | 어린이       | 어린이       | 어린이       | 어린이       | 어린이       | 어린이       | PG 13        | PG 13        | PG 13        | PG 13        | PG 13        | PG 18   | PG 18   | 어른    | 어른    | N/A  | 취학 전의 등급은 미취학 아동에게 적합하다. 어린이 등급은 6-12 세 어린이에게 적합하다. PG 13 등급은 오후 8시 30 분부터 오전 5 시까지만 방송 할 수 있다. PG 18 등급은 오후 10 시부 터 오전 5 시까지만 방송 할 수 있다. 어른 등급은 20 세 이상의 사람들로 제한된다. 오전 12 시부 터 오전 5 시까지만 방송 될 수 있다. |
| 태국                   | 일반          |               |               |               |               |               |              |              |              |              |              |              | PG 13        | PG 13        | PG 13        | PG 13        | PG 13        | PG 18   | PG 18   | 어른    | 어른    | N/A  | 취학 전의 등급은 미취학 아동에게 적합하다. 어린이 등급은 6-12 세 어린이에게 적합하다. PG 13 등급은 오후 8시 30 분부터 오전 5 시까지만 방송 할 수 있다. PG 18 등급은 오후 10 시부 터 오전 5 시까지만 방송 할 수 있다. 어른 등급은 20 세 이상의 사람들로 제한된다. 오전 12 시부 터 오전 5 시까지만 방송 될 수 있다. |
| 터키                   | 일반적인 청중 | 일반적인 청중 | 일반적인 청중 | 일반적인 청중 | 일반적인 청중 | 일반적인 청중 | 7+           | 7+           | 7+           | 7+           | 7+           | 7+           | 13+          | 13+          | 13+          | 13+          | 13+          | 18+     | 18+     | 18+     | 18+     | 면제 | GI 등급은 일반 사용자이다. 13+ 등급은 오후 9시 30 분부터 오전 5 시까지만 방송 할 수 있다. 18+ 등급은 오전 12 시부 터 오전 5 시까지만 방송 할 수 있다. |
| 우크라이나             | 평가          | 평가          | 평가          | 평가          | 평가          | 평가          | 평가         | 평가         | 평가         | 평가         | 평가         | 12+          | 12+          | 12+          | 12+          | 16+          | 16+          | 18+     | 18+     | 18+     | 18+     | N/A  | 18+ 등급은 오후 10 시부 터 오전 6 시까지만 방송 할 수 있다. |
| 미국                   | TV-Y          | TV-Y          | TV-Y          | TV-Y          | TV-Y          | TV-Y          | TV-Y7        | TV-Y7        | TV-Y7        | TV-Y7        | TV-Y7        | TV-Y7        | TV-Y7        | TV-14        | TV-14        | TV-14        | TV-MA        | TV-MA   | TV-MA   | TV-MA   | TV-MA   | N/A  | TV-Y 등급은 7 세 미만의 어린이를 대상으로한다. TV-Y7 등급은 7 세 이상의 어린이에게 적합하다. 'FV' 로 판타지 폭력을 보일 수 있다. TV-Y, TV-Y7 및 TV-G 등급은 'E/I'와 함께 교육/정보 콘텐츠를 표시 할 수 있다. TV-14 등급은 오후 6시에서 오전 6시 사이에 방송 될 수 있다. TV-MA 등급은 오후 10시에서 오전 6시 사이에 방송 될 수 있다. |
| 미국                   | TV-G          |               |               |               |               |               |              |              |              |              |              |              |              | TV-14        | TV-14        | TV-14        | TV-MA        | TV-MA   | TV-MA   | TV-MA   | TV-MA   | N/A  | TV-Y 등급은 7 세 미만의 어린이를 대상으로한다. TV-Y7 등급은 7 세 이상의 어린이에게 적합하다. 'FV' 로 판타지 폭력을 보일 수 있다. TV-Y, TV-Y7 및 TV-G 등급은 'E/I'와 함께 교육/정보 콘텐츠를 표시 할 수 있다. TV-14 등급은 오후 6시에서 오전 6시 사이에 방송 될 수 있다. TV-MA 등급은 오후 10시에서 오전 6시 사이에 방송 될 수 있다. |
| 미국                   | TV-PG         |               |               |               |               |               |              |              |              |              |              |              |              | TV-14        | TV-14        | TV-14        | TV-MA        | TV-MA   | TV-MA   | TV-MA   | TV-MA   | N/A  | TV-Y 등급은 7 세 미만의 어린이를 대상으로한다. TV-Y7 등급은 7 세 이상의 어린이에게 적합하다. 'FV' 로 판타지 폭력을 보일 수 있다. TV-Y, TV-Y7 및 TV-G 등급은 'E/I'와 함께 교육/정보 콘텐츠를 표시 할 수 있다. TV-14 등급은 오후 6시에서 오전 6시 사이에 방송 될 수 있다. TV-MA 등급은 오후 10시에서 오전 6시 사이에 방송 될 수 있다. |
| 베네수엘라             | Todo usuario  | Todo usuario  | Todo usuario  | Todo usuario  | Todo usuario  | Todo usuario  | Todo usuario | Todo usuario | Todo usuario | Todo usuario | Todo usuario | Todo usuario | Todo usuario | Todo usuario | Todo usuario | Todo usuario | Todo usuario | Adulto  | Adulto  | Adulto  | Adulto  | N/A  | Supervisado 등급은 오후 7 시부 터 오전 7 시까지만 방송 할 수 있다. Adulto 등급은 오후 11 시부 터 오전 5 시까지만 방송 할 수 있다. |
| 베네수엘라             | Supervisado   |               |               |               |               |               |              |              |              |              |              |              |              |              |              |              |              | Adulto  | Adulto  | Adulto  | Adulto  | N/A  | Supervisado 등급은 오후 7 시부 터 오전 7 시까지만 방송 할 수 있다. Adulto 등급은 오후 11 시부 터 오전 5 시까지만 방송 할 수 있다. |

## 아르헨티나
아르헨티나에서 콘텐츠 등급 시스템은 현지 영화 소에서 사용하는 것과 동일하다.
- Apto para todo público (ATP)(모든 관객에게 적합) – 프로그램에는 가벼운 폭력, 언어 및 성숙한 상황이 포함될 수 있다;
- Apto para mayores de 13 años (SAM 13)(13 세 이상 적합) – 프로그램에는 약간의 언어와 가벼운 폭력 및 성적인 언급이 포함될 수 있다;
- Apto para mayores de 16 años (SAM 16)(16 세 이상 적합) – 프로그램은보다 집중적 인 폭력과 거친 언어, 부분적인 과도한 노출 및 적당한 성적 언급을 포함 할 수 있다;
- Apto para mayores de 18 años (SAM 18)(18 세 이상 적합) – 프로그램에는 그래픽 폭력, 거친 언어 및 강력한 성적인 언급이 포함된다.

2010년 9월부터 방송사가 Comienza el horario apto para todo público(모든 연령대에 적합한 시작 시간) 및 Finaliza el horario apto para todo público(모든 연령대에 적합한 종료 시간) 플라크를 보여 주어야한다. 6:00 a.m. 또는 오전 7시 오후 10시 또는 10:30 p.m. 각기. 또한 아텐 시온 (Atención: Contenido no apto para niños, niñas y adolescentes)(경고: 어린이와 청소년에게 적합하지 않은 콘텐츠) 플라크가 뉴스 방송 전에 표시된다.

## 아르메니아
아르메니아의 텔레비전 콘텐츠 등급 코드 시스템은 2006년 6월에 도입되었다. (2006년 1월 예레반에서 처음 테스트 됨). 아르메니아 등급은 다음과 같다:
특정 범위
- Y – 0-7 세에 적합;
- Y7 – 7-16 세에 적합;
- GA – 일반 청중에게 적합하다;
- TW – 9 세 이상의 어린이에게 적합하다;
- T – 만 12 세 이상 어린이에게 적합하다;
- A – 18 세 이상 성인에게만 적합하다.

연령별
- EC – 2 세 이상 적합;
- E – 5 세 이상 적합;
- E9 – 9 세 이상 적합;
- T – 12 세 이상 적합;
- M – 16 세 이상 적합;
- AO – 17 세 이상 적합.

## 한국
한국은 2001년 2월부터 국내외 영화와 애니메이션, 수입 드라마(해외 제작 드라마), 뮤직비디오를 시범 시작으로, 2002년 11월부터 국내 제작 드라마(미니시리즈를 비롯한 일일극, 주말극 등 모든 범위), 2007년 1월부터 비속어 남발 문제가 가장 제일 많은 예능 및 오락 프로그램(뉴스, 시사교양 프로그램 제외)까지 모든 범위가 순차적으로 확대되었고, 2017년 3월부터 15세 이상 시청가 및 19세 이상 시청가(전체 시청가, 7세 이상 시청가, 12세 이상 시청가 제외)에 한하여 주제, 폭력성, 선정성, 언어 사용, 모방 위험 우려 등 분류 사유 표시가 의무화되었다.
- 전체 시청가 - 모든 연령의 시청자가 시청 가능한 등급
- 7세 이상 시청가 - 7세 미만의 어린이가 시청하기에 부적절하므로 보호자의 시청 지도가 필요한 등급
- 12세 이상 시청가 - 12세 미만의 어린이가 시청하기에 부적절하므로 보호자의 시청 지도가 필요한 등급
- 15세 이상 시청가 - 15세 미만의 청소년이 시청하기에 부적절한 내용(주제, 폭력성, 선정성, 언어, 모방 위험)이 있어 보호자의 시청 지도가 필요한 등급
- 19세 이상 시청가 - 청소년 보호법상, 19세 미만의 청소년이 시청하기에 부적절한 내용(주제, 폭력성, 선정성, 언어, 모방 위험)이 있는 등급

## 대만

대만 평가 시스템

텔레비전 프로그램에 대한 대만어 등급 시스템은 1999년 1월 1일에 일반에 대한 普, 보호 된에 대한 護, [[: wikt]:輔|輔]] 보호자 안내, 限 제한, 2017년 6월 13일 변경 및 5 개의 기호가 있다:
- 0+ 普遍級 (일반 수준): 일반 청중의 시청에 적합하다.

앞의 4 가지 기사에 나와 있지 않고 일반 청중이 시청하기에 적합한 텔레비전 프로그램은 G 로 표시 될 수 있다.
뉴스 보고서의 이미지는 "G" 요율 조항을 준수해야한다.
- 6+ 保護級 (보호 수준): 6 세 미만의 어린이는 시청하기에 적합하지 않는다. 6 세 이상 12 세 미만의 어린이는 부모, 교사 또는 성인 친척과 동반 할 경우 볼 수 있다.

앞의 3 조에 열거 된 상황이 없지만 다음 상황 중 하나를 묘사하는 텔레비전 프로그램은 P 로 표시된다.
1. 싸움, 절도, 테러, 비정상적인 사회 현상의 묘사.
2. 성적인 만남 또는 혼란스러운 윤리와 가치의 묘사.
3. 6 세 미만 어린이의 행동이나 심리학 복지에 해로운 영향을 미치는 기타 콘텐츠.

- 12+ 輔12級 (부모의지도-12 레벨) : 12 세 미만의 어린이가보기에는 적합하지 않으며 이전 등급 학부모 지침에서 분리되었다.

앞의 두 기사에 열거 된 상황이 없지만 다음 상황 중 하나를 묘사하는 텔레비전 프로그램은 PG-12 로 표시된다.
1. 범죄, 폭력, 테러, 피, 이상, 이상 또는 사회적 기형 또는 기타 현상을 묘사하는 음모 또는 대화.
2. 행동, 이미지, 언어, 단어, 대화 또는 오디오를 사용하여 약간의 성적 표현 또는 성적 영향을 나타내는 콘텐츠.
3. 12 세 미만의 행동 또는 심리학 복지 아동에게 해로운 영향을 미치는 기타 상황.

- 15+ 輔15級 (부모의지도-15 레벨) : 15 세 미만의 사람들이보기에는 적합하지 않으며, 이전 등급 학부모 지침에서 분리되었다.

제 4 조에 열거 된 상황이 없지만 다음 상황 중 하나를 묘사하는 텔레비전 프로그램은 PG-15 로 표시된다.
1. 범죄, 테러, 피, 폭력, 이상, 이상 또는 사회적 기형 또는 기타 현상을 묘사하는 플롯 또는 대화.
2. 행동, 이미지, 언어, 단어, 대화 또는 오디오를 사용하여 성적 표현 또는 성적 의미를 나타내는 콘텐츠.
3. 15 세 미만의 사람들의 행동이나 심리 건강에 해로운 영향을 미치는 기타 콘텐츠.

- 18+ 限制級 (제한된 레벨) : 18 세 미만의 사람이 볼 수 없다.

다음 상황 중 하나를 묘사하는 텔레비전 프로그램은 R 로 표시되고 암호화를 통해 방송된다.
1. 도박, 마약, 강도, 납치, 살인 또는 기타 범죄 행위의 상세한 묘사 및 자살 과정의 상세한 묘사.
2. 테러, 피, 침착성, 이상 등을 묘사하는 콘텐츠. 그 묘사는 강력하지만 18 세 이상의 사람들에게는 허용된다.
3. 행동, 이미지, 언어, 단어, 대화 또는 오디오를 사용하여 외설이나 강한 성적인 의미를 묘사하지만 18 세 이상의 사람들에게는 허용되는 콘텐츠.

## 독일
독일에서 모든 방송사는 프로그램에 잠재적으로 부적절한 내용이 포함된 경우 전송하기 전에 Die nachfolgende Sendung ist für Zuschauer unter 16/18 Jahren nicht geeignet 문장을 표시하는 면책 조항을 보여 주어야한다. 이것은 대략적으로 번역된다. 다음 프로그램은 16/18 미만의 시청자에게는 적합하지 않는다. Freiwillige Selbstkontrolle Fernsehen (FSF) 은 개인 텔레비전에서 많은 쇼를 확인한다.

## 에콰도르
에콰도르의 통신법 제 65 조는 다음과 같은 분류를 나타낸다:
- A: Apto para todo público (모든 연령대에 적합). 언제든지 "FAMILIAR"(가족), 6:00에서 18:00까지 언제든 전송할 수 있다.
- B: Apto para todo público, con vigilancia de una persona adulta (성인의 감독과 함께 모든 연령대에 적합). 언제라도 18:00에서 22:00까지 "RESPONSABILIDAD COMPARTIDA"(공유 책임)로 전송할 수 있다. FAMILIAR에는 없다.
- C: Apto solo para personas adultas (성인 전용) "ADULTOS"(성인) 시간에만 22:00에서 6:00까지 전송 될 수 있다.

각 프로그램에 속하는 분류는 관련된 것으로 간주되는 매개 변수에 따라 Consejo de Regulación y Desarrollo de la Información y Comunicación (정보 및 커뮤니케이션 협의회) 에 의해 정렬된다.

## 엘살바도르
Dirección de Espectáculos Públicos, Radio y Televisión (공개 공연, 라디오 및 텔레비전의 방향), Ministerio de Gobernación y Desarrollo Territorial (내부 및 영토 개발부) 부속 기관, 내용물 규제 살바 도란 텔레비전에 전시.
- A : Apto para todo público (모든 연령대에 적합). 언제든지 전송할 수 있다.
- B : Apto para mayores de 12 años (12년 이상 사용 가능). 언제든지 전송할 수 있다.
- C : Apto para mayores de 15 años (15년 이상 사용 가능). 언제든지 전송할 수 있다.
- D : Apto para mayores de 18 años (18년 이상 적합). 언제든지 전송할 수 있다.
- E : Apto para mayores de 21 años (21년 이상 사용 가능). 22:00에서 5:00까지 전송할 수 있다. 21 세 미만은 금지되어 있다.

## 그리스
그리스의 새로운 콘텐츠 등급 시스템이 2019년 9월 30일에 도입되었다. 이 시스템은 이제 시청자의 연령과 관련이 있으며 새로운 시각적 기호 (마름모, 원, 삼각형, 사각형 및 십자 기호 대체)가 있다. 등급은 필수이며 각 방송이 시작될 때 표시되고 구두로 발표된다. 이 조항은 그리스어 라디오 및 텔레비전 협의회 (ESR)에 의해 시행된다.
- – 모든 연령대에 적합
- – 8 세 이상 적합 (어린이 친화 구역 후 30 분만 허용)
- – 12 세 미만인 경우 부모의 감독이 필요하다 (금요일, 토요일 및 방학 동안 오후 9시 30 분에서 오전 6시 사이 또는 오후 10시에서 6시 사이에만 허용됨)
- – 16 세 미만은 금지 (오후 11시에서 오전 6시 사이에만 허용)
- – 18 세 미만은 금지 (오전 1시에서 오전 6시 사이에만 허용)

또한 12 세 미만의 부모의 감독이 필요한 프로그램에는 콘텐츠를 식별하는 특수 단어 마커가 함께 제공되며 다음 네 가지 범주로 나뉜다:
- ΒΙΑ(한국어: 폭력): 이 프로그램에는 폭력 장면이 포함되어 있다.
- ΣΕΞ(한국어: 섹스): 이 프로그램에는 섹스 장면이 포함되어 있다.
- ΧΡΗΣΗ ΟΥΣΙΩΝ(한국어: 물질의 사용): 이 프로그램에는 약물 사용 장면 및 기타 중독성 물질이 포함되어 있다.
- ΑΚΑΤΑΛΛΗΛΗ ΦΡΑΣΕΟΛΟΓΙΑ(한국어: 부적절한 언어): 프로그램에 부적절한 언어가 포함되어 있다.

## 인도네시아
인도네시아 방송 위원회(KPI)는 텔레비전 프로그램을 여러 분류로 분류하는 방송 텔레비전 콘텐츠를 규제한다:
- SU - Semua Umur (한국인: 모든 연령대) – 2세 이상의 일반 청중에게 적합하다;
- P - Prasekolah (한국인: 취학 전의) – 2세부터 6세까지의 미취학 아동에게 적합하다;
- A - Anak (한국인: 어린이) – 7세에서 12세 사이의 어린이에게 적합하다;
- R - Remaja (한국인: 십대) – 13세에서 17세 사이의 청소년에게 적합하다;
- BO - Bimbingan Orangtua (한국인: 부모의 지도) – 자녀 보호가 있는 어린이 또는 청소년에게 적합하지만 이 분류는 독립적이지 않으며 P, A 및 R 등급을 동반한다,[8] 이 되다:
  - P-BO – 2세부터 6세까지의 미취학 아동에게 적합하며 부모의 지도가 필요하다
  - A-BO – 7세에서 12세 사이의 어린이에게 적합하며 부모의 지도가 필요하다
  - R-BO – 부모의 지도 하에 13세에서 17세 사이의 청소년에게 적합하다;
- D - Dewasa (한국인: 성숙한) – 18세 이상의 시청자에게 적합하다. 이 등급의 프로그램은 오후 10시부터 오전 3시까지 방송된다.

## 이스라엘
- G: 일반 청중. 나이에 관계없이 누구나 프로그램을 볼 수 있다.
- 12+: 12 세 이상의 청소년에게만 적합하다.
- 15+: 15 세 이상 청소년에게만 적합하다.
- 18+: 18 세 이상의 성인에게만 적합하다.
- E: 분류 면제. 이 등급은 일반적으로 생방송에 적용된다.

## 이탈리아
이탈리아에서는 분류 시스템이 프로그램을 방송하는 텔레비전 방송국에 따라 변경된다. TV 등급 시스템을 도입한 첫 번째 그룹은 1994년 메디아셋이며, 처음에는 카날레 5에서만 사용되었다. 이탈리아 1과 레테 4는 1997년에 등급 시스템을 채택한 반면 주제별 채널은 2009년에 등급 시스템을 채택했다. 신호등으로 다른 방송사들도 메디아셋의 예를 따랐다. 미디어 세트에서 채택한 등급은 다음과 같다.
- 녹색 상표 – 모든 연령대에 입학했다.
- 노랑 상표 – 부모의지도가 제안되었다.
- 빨간 상표 – 성인 만.

거의 항상 영구적 인 레드 라벨이있는 미디어 세트 프로그램은 일반적으로 "자녀 보호" 라고하는 텔레비전 세트의 잠금 장치를 활성화하여 차단할 수 있다.
RAI는 2000년 10월에 로고가 빨간색으로 깜박이는 TV 등급 시스템을 도입하여 성인에게만 적합한 프로그램을 표시했다. 2007년 말에 네트워크 로고는 대상에 따라 색상이 적용된다. 프로그램이 성인에게만 적합한 경우 빨간색, 부모의지도가 아동의 프로그램 비전에 대해 제안 된 경우 노란색 2010년 5월 18일부터 등급은 네트워크 로고 아래에 빨간색 선 또는 노란색 선으로 표시된다.
Sky Italia에서 사용하는 분류는 다음과 같다:
- T – 모든 연령대에 입학했다.
- BA – 부모의지도가 제안되었다.
- VM12 – 12 세 미만의 어린이는 입장 할 수 없다.
- VM14 – 14 세 미만의 어린이는 입장 할 수 없다.
- VM18 – 18 세 미만의 어린이는 입장 할 수 없다.

Sky Italia 에서는 자녀 보호 기능을 사용하여 분류에 따라 프로그램보기를 차단할 수도 있다.

## 크로아티아
크로아티아에서는 텔레비전 네트워크가 방송 중 등급을 표시한다. Hrvatska Radiotelevizija (크로아티아 라디오 텔레비전) 채널, RTL Televizija, RTL 2, Nova TV 및 Doma TV는 일반 청중을 위한 것이 아닌 방송 전에 모두 경고를 표시한다. 모든 시청자에게 제공되는 방송은 평가가 없다. 이를 염두에두고 평가 시스템은 다음과 같다:
- 12 - 12 세 이상의 어린이에게 적합한 콘텐츠.
- 15 - 15 세 이상의 청소년에게 적합한 콘텐츠.
- 18 - 18 세 이상의 성인에게 적합한 콘텐츠.

## 모로코
모로코 텔레비전 프로그램의 분류 시스템은 HACA에 의해 설립되었다. 4 가지 카테고리가 있다. 프로그램이 방송되기 전에 프로그램 시작시 오프 스크린 음성이 모든 청중에게 적합하지 않다고 경고했다.
기호 없음 (모든 잠재 고객): 제한 없음
-10 (10 세 미만은 권장되지 않음): 월요일과 금요일, 토요일과 일요일 14 시간까지 12.00-14.00 및 17 시간과 19 시간 사이에 방송 금지
-12 (12 세 미만은 권장되지 않음): 월요일과 금요일, 토요일과 일요일 14 시간까지 12.00 ~ 14.00 및 17 시간 ~ 19 시간에 방송 금지
-16 (16 세 미만은 권장하지 않음): 22:30 이전에는 매일 방송되지 않는다.

## 네덜란드
네덜란드의 텔레비전 등급 시스템은 2001년 네덜란드 시청각 미디어 분류 연구소 (NICAM) 에 의해 만들어졌으며 Kijkwijzer(ViewingGuide 또는 WatchWiser) 로 알려져 있다. 텔레비전 프로그램과 영화 모두에 동일한 등급 시스템이 사용되며 부분적으로 지침으로 사용된다 (12년 분류 프로그램은 오후 8 시부 터 방송하고 16년 분류는 오후 10 시부 터 방송 할 수 있음). 국가의 영화관 및 극장에서는 영화를 제공 할 수 없다. 16 세 미만의 사람들에게 16년 분류). 사용되는 아이콘의 애니메이션 버전도 시각적 매체에 사용된다. 네덜란드 영화 등급과 동일하다. 이 시스템은 벨기에의 DVD에도 사용되며 플랑드르의 TV 방송에 선택적으로 사용된다.
연령 등급에 다음 아이콘이 사용 중이다:
- 모든 연령대 (Alle leeftijden)
- 6 세 미만 어린이를위한 부모 자문 (Let op met kinderen tot 6 jaar)
- 9 세 미만 어린이를위한 어버이 자문 (Let op met kinderen tot 9 jaar)
- 12 세 미만 어린이를위한 부모 자문 (Let op met kinderen tot 12 jaar)
- 14 세 미만 어린이를위한 부모 자문 (Let op met kinderen tot 14 jaar)
- 16 세 미만 어린이를위한 어버이 자문 (Let op met kinderen tot 16 jaar)
- 18 세 미만 어린이를위한 부모 자문 (Let op met kinderen tot 18 jaar)

6 개의 디스크립터 아이콘(분류 사유 표시)도 사용된다:
- 폭력 (Geweld)
- 무섭거나 혼란스러운 콘텐츠 (Angst)
- 선정적인 내용 (Seks)
- 차별 (Discriminatie)
- 약물 및 / 또는 알코올 남용 (Drugs- en/of alcoholmisbruik)
- 좋지 않은 언어 (Grof taalgebruik)

## 뉴질랜드
뉴질랜드에는 2 개의 개별 콘텐츠 등급 시스템이 있다. 하나는 무료 채널 및 유료 TV 서비스이다.

### 무료 방송
뉴질랜드의 무료 TV 방송 등급 시스템은 1989년 이래로 설립되었으며 호주가 1980년대 초부터 1993년까지 사용했던 시스템을 기반으로한다. 세 가지 분류가 있다:
G(General Programs): 14 세 미만의 어린이에게 해를 끼칠 수있는 자료는 제외되며 언제든지 검사 할 수 있다. 프로그램은 반드시 더 어린 시청자를 위해 설계된 것은 아니지만 과도한 고통이나 불편을 유발할 수 있는 자료를 포함해서는 안된다.
PGR(Parental Guidance Recommended): 더 성숙한 시청자에게 더 적합한 프로그램이다. 어린이에게 적합하지 않은 것은 아니지만 (14 세 미만으로 정의 됨) 시청자의 재량에 따라 권고하며 부모와 보호자는 더 젊은 시청자를 감독하도록 권장된다. PGR 등급의 프로그램은 오전 9 시부 터 오후 4 시까 지 스크리닝 할 수 있다. 오후 7시 ~ 오후 6시
AO(Adults Only): AO 프로그램에는 어린이에게 부적합한 방식으로 취급되는 성인용 자료가 포함되어 있다. 이러한 프로그램은 주로 성인을 대상으로하며 수업 일 오후 3시에서 오후 3시 사이에 교육부에서 지정한 학교 및 공휴일 제외) 오후 8시 30 분 – 오전 5시. 이 등급의 특수 하위 등급은 "AO 9:30 오후로 표시된다. 또는 그 이후 버전" 은 "더 높은 수준의 성적 활동, 잠재적으로 모욕적 인 언어, 현실적 폭력, 성적 폭력 또는 끔찍한 만남" 을 가진 프로그램을 위해 예약되어 있으며 그 시간 이전에는보기에 부적합한 것으로 간주된다. www.bsa.govt.nz.
각 프로그램에 대한 등급은 각 상업 휴식 시작 및 이후에 표시된다. 일부 PGR 프로그램과 대부분의 AO 프로그램은 언어, 과도한 노출, 성별 및 폭력과 같은 시청자에게 불쾌감을 줄 수있는 특정 콘텐츠에 대해 조언하기 전에 조언을 제공한다.

### 유료 텔레비전
유료 텔레비전 시스템은 다음과 같다:
- G: 일반 시청 승인
- PGR: 청소년 시청자에게 권장되는 부모의지도
- M: 16 세 이상 성인 사용자에게 적합하다. 11 세 미만의 사람들은 부모의 감독 없이는 볼 수 없다
- 16: 16 세 미만의 사람은 볼 수 없다
- 18: 18 세 미만의 사람들은 볼 수 없다

모든 등급의 프로그램은 언제든지 방송 할 수 있지만 다음 지침을 준수하도록주의를 기울여야 한다 (방송 연습 코드):
- 요즘 대부분의 서비스는 컨텐츠 필터링 기술을 가입자에게 무료로 제공하지만, 없는 제공자가 제공하는 채널은 오후 8 시에서 오전 6 시 사이, 그리고 학 교일에서 오전 9 시에서 오후 3 시 사이에 18 등급의 자료 만.
- M 등급 이상의 프로그래밍은 G 등급의 프로그램 양쪽에서 예약해서는 안된다.
- 특정 프로그램이 PGR 이상인 경우 시각적 경고 라벨을 표시해야한다. 둘 이상을 사용할 수 있으며 레이블은 다음과 같다:
  - C: 내용이 불쾌 할 수 있음
  - L: 언어가 불쾌 할 수 있다
  - V: 폭력 포함
  - S: 성적인 콘텐츠가 불쾌 할 수 있음

## 포르투갈
오랫동안 포르투갈어 텔레비전에 대한 기존의 유일한 규정은 잠재적으로 충격을 주거나 유해한 콘텐츠가있는 프로그램은 오후 10시 30 분에서 오전 6시 사이에만 방송 할 수 있고 정격 16 의 스크린.
2006년에 모든 무료 무선 네트워크는 TV 쇼에 대해보다 상세하고 공유 된 등급 시스템으로이 규칙을 보완하기로 결정했다:
- Todos (모두에게 적합)
- 10, Acompanhamento Parental (10 세 미만의 어린이에게는 적합하지 않을 수 있음)
- 12, Acompanhamento Parental (12 세 미만의 어린이에게는 적합하지 않을 수 있음)
- 16 (16 세 미만 어린이에게는 적합하지 않음),이 프로그램에 대한 액세스는 개인 비밀번호로 잠겨 있다. 부모의지도가 필요하다.

이 로고는 프로그램 시작시 및 휴식 후 10 초 동안 표시되어야한다. 프로그램의 등급이 16 인 경우 오후 10시 30 분에서 오전 6시 사이에만 방송 할 수 있다.

## 폴란드
2000년 이전에는 폴란드에 텔레비전 프로그램에 대한 통일 된 분류 시스템이 없었다. 그러나 일부 방송국은 자체 표시 시스템을 적용했다. 선택한 영화 앞에 TVP 보드는 "성인 전용" 또는 "성인 전용 영화"를 적용했다. 필름 앞에 Canal+에서 적절한 색상 (녹색, 노란색, 빨간색)으로 Canal+ 키가있는 차트에 표시된다. 2000년 2월 27일까지 TVN은 소위 "성인 영화"를 붉게하는 18+ 로고로 표시하기로 결정했다. 2000년 3월 1일, 텔레비전 프로그램의 균일 한 분류 시스템을 도입하기 위해 폴란드 텔레비전 방송사와 "친근한 매체"라는 합의가 이루어졌다. TVP, Polsat, TVN, Nasza TV, Canal+, Wizja TV, Polish Cable Television 및 TV Niepokalanow 와 같은 9 개의 텔레비전 방송국이 계약에 서명했다.
현재 폴란드 TV 등급 시스템은 2005년 8월 15일에 도입되었으며 5 개의 아이콘으로 구성되어 있다. 2011년 8월 28일에 캐릭터의 모양이 변경되었다:
 (연령 제한 없음): 세상에 대한 긍정적 또는 중립적 견해, 폭력, 성적인 사랑, 성적 내용이 거의 없음.
 (7 세 미만 미성년자): 위와 같이; 또한 약간의 온화한 언어, 무혈 폭력 및 세상에 대한 더 부정적인 견해가 포함될 수 있다.
 (12 세 이상의 미성년자): 일부 파울 언어, 폭력 및 성적인 내용이 포함될 수 있다.
 (16 세 미만의 미성년자): 오후 8시 – 오전 6시. 이질적인 사회적 행동, 폭력과 섹슈얼리티로 가득 찬 세상, 성인의 단순화 된 그림, 육체적 힘의 표현, 특히 논쟁의 여지가있는 사회적 맥락 (부모, 교사 등), 윤리적 딜레마없는 부도덕 한 행동, 피해자를 비난 물질 소유에 과도한 집중.
 (18 세부터 허용): 오후 11시 – 오전 6시. 책임 (예: 일), 폭력적인 행동에 대한 사회적 정당성, 과도한 저 속성, 인종 욕설 및 사회적 고정 관념의 사용, 노골적인 성적 콘텐츠, 공격성 또는 저 속성에 대한 욕구, 이러한 프로그램에 대한 접근성없이 성인 생활의 기쁨을 일방적으로 표시 개인 비밀번호로 잠겨 있다.

## 러시아

러시아 평가 시스템

러시아 텔레비전에 표시된 프로그램 및 영화의 등급 코드 시스템:
- 0+(모든 연령대에 적합)
- 6+(어린 아이들에게는 적합하지 않을 수 있다)
- 12+(12 세 이상 시청자 대상)
- 16+(16 세 이상 시청자 대상)
- 18+(어린이에게 적합하지 않으며 성인에게만 적합)

이 로고는 프로그램 시작시와 휴식 후 표시된다.

## 리투아니아
모든 텔레비전 방송국은 리투아니아에서 방송되는 동안 등급을 표시한다.
모든 시청자에게 제공되는 방송은 평가가 없다.
이를 염두에두고 평가 시스템은 다음과 같다:
- N-7 - 7 세 이상의 어린이에게 적합한 콘텐츠.
- N-14 - 14 세 이상의 청소년에게 적합한 콘텐츠.
- S - 18 세 미만의 미성년자에게는 콘텐츠가 금지된다.

## 페루
페루의 연령 등급 시스템은 2005년 당시 알레한드로 톨레도 (Alejandro Toledo) 대통령에 의해 도입되었으며 라디오와 텔레비전 방송 모두에 적용되었다. 현재 시청자에게 등급 시스템에 대해 조언하는 유일한 무료 방송 채널은 ATV, NexTV 및 La Tele이다. 대부분의 채널은 2009년부터 América Televisión 을 시작으로 자체 시스템을 채택했기 때문이다.
텔레비전 프로그램의 등급은 일부 페루 채널에서 볼 수 있다. 페루에서 사용된 등급 시스템은 다음과 같다.
 (Apto para todo público): 모든 관객에게 적합
 (Apto para mayores de catorce años): 14 세 이상 사람들에게 적합
 (Apto para mayores de dieciocho años): 18 세 이상의 사람들에게 적합한이 프로그램에 대한 액세스는 개인 비밀번호로 잠겨 있다.

## 슬로바키아
슬로바키아 정부는 2001년에 텔레비전 방송국에서 다음 아이콘 중 하나를 표시해야하는 법률을 승인했다:
- 7  – 7 세 이상의 어린이에게 적합한 콘텐츠
- 12  – 12 세 이상의 어린이에게 적합한 콘텐츠
- 15 - 15 세 이상 청소년에게 적합한 콘텐츠
- 18  – 성인 전용 콘텐츠

## 미국
- TV-Y: 영유아를 위한 프로그램
- TV-Y7: 7세 이상의 어린이를 위한 프로그램
- TV-G: 모든 연령이 시청할 수 있는 프로그램
- TV-PG: 어린이가 시청하려면 보호자의 지도가 필요한 프로그램
- TV-14: 14세 미만의 어린이가 시청하기에 부적절한 프로그램
- TV-MA: 17세 미만의 어린이나 청소년이 시청하기에 부적절한 프로그램

## 노르웨이
텔레비전 컨텐츠 등급 시스템은 2015년 7월 노르웨이에 도입되었다. 텔레비전 방송사는 A (모든 연령), 6 세, 9 세, 12 세, 15 세 또는 18 세의 연령 범주로 프로그램을 분류해야한다. 분류는 노르웨이 미디어 당국의 지침을 기반으로해야한다. 연령대가 다른 프로그램은 하루 중 다음 시간표에 따라 전송해야 한다:
- 6 세 및 9 세의 모든 연령 – 항상 허용
- 12년 – 19.00 – 21.00 기간 동안 만 허용
- 15 세 및 18 세 – 21.00 – 05.30 기간에만 허용

텔레비전 방송사는 프로그램이 시작되기 전에 음향 학적으로 연령 제한을 지정하거나 그 기간 동안 프로그램을 연령 제한으로 명확하게 표시해야한다. 텔레비전 방송사는 또한 프로그램 일정 및 전자 프로그램 가이드에서 연령 제한을 지정해야한다.
연령 카테고리는 주문형 비디오 서비스, 비디오 그램 (DVD, Blu-Ray) 및 영화관과 같은 다른 플랫폼에도 적용된다.

## 태국
태국에서 텔레비전 등급 코드 시스템은 2006년 영화 용 영화 등급 시스템과 함께 도입되었다. 2013년 9월 텔레비전 등급 코드가 수정되었다.
새로운 지침에 따라 소위 '무료 TV' 채널은 프로그램에 라벨을 지정하고 다음 범주에 맞게 프로그램 일정을 조정해야 한다:
- 유치원(ป) - 미취학 아동에게 적합한 콘텐츠
- 어린이(ด) - 6-12 세 어린이에게 적합한 콘텐츠
- 일반(ท) - 일반 사용자에게 적합한 콘텐츠
- PG 13(น๑๓) - 13 세 이상의 사람들에게 적합하지만 부모의지도가 제공되는 경우 권장 연령 미만인 사람들이 볼 수 있다. 이 카테고리에서 오후 8시 30 분 사이에 콘텐츠를 텔레비전에 표시 할 수 있다 오전 5시
- PG 18(น๑๘) - 18 세 이상의 사람들에게 적합한 콘텐츠; 18 세 미만인 경우 부모의지도를 받아야한다. 프로그램은 오후 10 시부 터 텔레비전으로 볼 수 있다 오전 5시
- 성인(ฉ) - 20 세 미만의 어린이와 청소년에게 부적합한 콘텐츠로 오전 12 시와 오전 5시 사이에만 TV에서 볼 수 있다

태국의 TV 프로그램은 이미 특정 범주의 시스템으로 분류되어 있으며 권리 그룹에 의해 보모 국가 검열로 비판되고 일부 네티즌은 혼란스러운 표준으로 조롱했다.

## 우크라이나
우크라이나어 TV 콘텐츠 등급 시스템은 2003년 9월 15일에 채택되었다 (●, ▲, ■). 2016년 5월 6일에 분류가 교체되었으며 연령 제한이없는 TV 프로그램은 등급이 지정되지 않았다. 새로운 등급은 다음과 같다:
- 12+: 프로그램에는 12 세 미만의 어린이를위한 부모의지도가 필요할 수 있는 내용이 포함되어 있다.
- 16+: 프로그램에는 16 세 미만의 어린이를위한 부모의지도가 필요할 수 있는 내용이 포함되어 있다.
- 18+: 프로그램은 18 세 이상의 시청자에게만 해당된다. 여기에는 과도한 노출, 약물 사용 또는 폭력이 포함된 장면이 있다. 이 프로그램은 밤 늦게 만 방송 할 수 있다 (오후 10시 ~ 오전 6시).

이 지정은 텔레비전 화면의 오른쪽 하단에 표시되어야 한다.

## 일본
일본의 TV 프로그램 시청 등급은 대체적으로 보면 한국과 동일한 기준을 가지고 있는 것도 아니지만 제도 자체가 동아시아 국가에서 의무적으로 시행하고 있지 않다. 다만, 일본은 한국과 달리 일본민간방송연맹의 가이드라인에 따라 드라마, 예능 프로그램을 공정하게 방송되어 있기 때문에, 시청 가능 연령을 의무적으로 표시하는 이른바 프로그램 등급 코드를 따로 정하지 않으며, 영화만 등급 제도를 적용하고 있는 것과는 별개로 아예 실시하지 않는다.

## 같이 보기
- 영상물 등급 제도
- 비디오 게임 등급 제도